# Jewgeni Grigorjewitsch Brussilowski

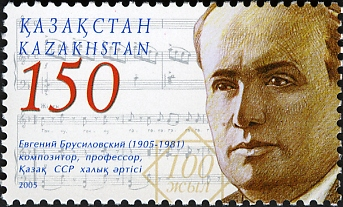
Jewgeni Grigorjewitsch Brussilowski auf einer Briefmarke 2005

Jewgeni Grigorjewitsch Brussilowski (russisch Евгений Григорьевич Брусиловский, wiss. Transliteration Evgenij Grigor'evič Brusilovskij; * 30. Oktoberjul. / 12. November 1905greg. in Rostow am Don, Russisches Kaiserreich; † 9. Mai 1981 in Moskau, Sowjetunion) war ein sowjetischer Komponist.

## Leben
Er wuchs als Sohn einer Familie jüdischer Herkunft in Rostow am Don auf. Nach dem frühen Tod seiner Eltern schloss er sich mit 16 Jahren der Roten Armee an. Von 1922 bis 1924 studierte er Klavier und Komposition am Moskauer Konservatorium. Trotz Relegation, Krankheit und materieller Not gelang es ihm, nach Leningrad zu übersiedeln, wo er sich zunächst als Kinopianist durchschlug. 1926 wurde er am Leningrader Konservatorium aufgenommen und studierte dort bis zum Abschluss 1931 Komposition bei Maximilian Steinberg. In diesen Jahren konnte er bereits mit zwei Sinfonien (1931, 1932) erste Erfolge feiern.
1933 wurde er nach Kasachstan entsendet, um am Aufbau des Musiklebens dort mitzuwirken. Er zog nach Alma-Ata, wurde wissenschaftlicher Mitarbeiter am dortigen Musikforschungsinstitut und veröffentlichte bis 1934 rund 250 Volkslieder und -instrumentalstücke. Von 1934 bis 1938 wirkte er als musikalischer Leiter des neu eröffneten Staatlichen Opern- und Ballett-Theaters der Kasachischen SSR in Alma-Ata. Er komponierte die ersten kasachischen Opern, sein Erstling Kyz-Zhibek (1934) galt als Pionierwerk, weitere Opern und Ballette folgten. Von 1939 bis 1959 war er Vorsitzender des Komponistenverbands in Kasachstan, in den Jahren 1949 bis 1951 leitete außerdem die Staatliche Philharmonie. Von 1944 an lehrte er am Kasachischen Nationalkonservatorium in Alma-Ata, von 1955 bis 1969 als Professor. Zu seinen Schülern zählten Komponisten wie Alexander Sazepin und Leonid Afanassjew.
1970 zog er nach Moskau, wo er im Mai 1981 im Alter von 75 Jahren starb. Begraben wurde er auf dem Kunzewoer Friedhof.

## Schaffen
Er schrieb 9 Opern, Ballette, 8 Sinfonien, Konzerte, Kantaten, Kammer-, Chormusik und Lieder. Gemeinsam mit Mukan Tulebajew und Latif Chamidi komponierte er die Hymne der Kasachischen SSR. Brussilowski war entscheidend am Aufbau und der Entwicklung des professionellen kasachischen Musiklebens beteiligt und wurde als „Klassiker der kasachischen Musik“ bezeichnet. Kompositorisch verknüpfte er volksmusikalische Elemente mit klassischer Moderne. Seine 3. Sinfonie Sary-Alka (Die goldene Steppe, 1944) zählte in der Unionsrepublik zu den ersten Werken dieser Gattung.
Seine Opern wie Kyz-Zhibek und Er Targyn finden sich noch heute (Stand: 2020) im Repertoire der Bühnen des Landes.

## Werke
- Das Seidenmädchen
- Kys-Shibek (Alma-Ata 1934)
- Shalbyr (1935 ebd.)
- Jer-Targyn (1937 ebd.)
- Ajman Scholpan (1938 ebd.)
- Alman-Geldy (mit Tulebajew, 1945 ebd.)
- Dudarai (1953 ebd.)

## Auszeichnungen
- 1945, 1956: Orden des Roten Banners der Arbeit[4]
- 1948: Stalinpreis[8]
- 1967: Staatspreis der Kasachischen SSR[4]